# Pseudohippopsis filiformis
Pseudohippopsis filiformis är en skalbaggsart som först beskrevs av Olivier 1795.  Pseudohippopsis filiformis ingår i släktet Pseudohippopsis och familjen långhorningar.
Artens utbredningsområde är:
- Angola.
- Mali.
- Senegal.
- Zimbabwe.

Inga underarter finns listade i Catalogue of Life.